# Die Legende von Bagger Vance
Die Legende von Bagger Vance ist ein US-amerikanischer Spielfilm von Robert Redford mit Will Smith, Matt Damon und Charlize Theron aus dem Jahre 2000. Das Drama basiert auf dem gleichnamigen Buch von Steven Pressfield.

## Handlung
Savannah, Georgia, in den 1930ern: Der Ex-Golfer Rannulph Junuh war einst die Hoffnung seiner Stadt im Golfsport. An der Seite seiner bezaubernden Verlobten Adele war er ein gern gesehener Partygast. Doch während seines Einsatzes im Ersten Weltkrieg hat er sich komplett verändert. Er kehrt traumatisiert nach Savannah zurück, wo er dem Alkohol und dem Glücksspiel verfällt und keinen Golfschläger mehr anrührt. Auch den Kontakt zu Adele bricht er ab.
Adeles Vater, dem ein professioneller Golfplatz gehört, steht während der Weltwirtschaftskrise vor dem Bankrott und nimmt sich das Leben. Sofort stehen die Kredithaie vor Adeles Tür, doch sie will den Traum ihres Vaters nicht verkaufen. Als letzte Chance sieht sie ein Golfturnier mit den beiden größten Golfspielern der Zeit: Bobby Jones und Walter Hagen. Mit einigen Tricks schafft sie es, die beiden Golfer für ihr Turnier zu gewinnen.
Auch ein Lokalmatador soll an dem Turnier teilnehmen. Die Wahl fällt auf Rannulph Junuh, der das Angebot jedoch erst nach einigem Zögern annimmt. Das Problem: Rannulph hat seinen authentischen Schwung verloren, mit dessen Hilfe er vor dem Krieg viele Erfolge verzeichnen konnte.
Als er zum ersten Mal seit Jahren wieder versucht, ein paar Bälle zu schlagen, erscheint plötzlich wie von Geisterhand ein Mann, der sich als Bagger Vance ausgibt und Rannulph anbietet, sein Caddie zu sein.
Das Turnier läuft für Rannulph nicht sonderlich gut. Nach und nach schafft es Bagger jedoch, ihn von seinen Ängsten, die er aus den Erlebnissen im Krieg mitgenommen hat, zu befreien. Rannulph gewinnt seinen authentischen Schwung zurück und holt seinen Rückstand sukzessive auf. Immer mehr Einwohner Savannahs nehmen Anteil an dem spektakulären Sportereignis, und am alles entscheidenden letzten Abend ist die ganze Stadt auf den Beinen. Kurz bevor Rannulph den letzten Schlag macht, verabschiedet sich Bagger von ihm, da er meint, nun nicht mehr gebraucht zu werden; Rannulph werde es nun auch ohne ihn schaffen – das Turnier endet unentschieden.

## Hintergrund
Der Film basiert auf dem gleichnamigen Buch von Steven Pressfield, dessen Geschichte wiederum dem altindischen Text „Bhagavad-Gita“ entlehnt ist. Der mystische Eindruck, den der Caddy Bagger Vance im Film hinterlässt, ist in der Parallele zur Bhagavad-Gita begründet. Der Caddy Bagger Vance steht für Bhagavan, womit im Epos der Gott Krishna umschrieben ist; Rannulph Junuh repräsentiert den Fürsten Arjuna. Der Name des Golfplatzes, auf dem das Turnier stattfindet, „Krewe Island“, erinnert an Kurukshetra („das Feld der Kurus“), wo im Mythos die große Schlacht stattfindet.
Im Film wird Rannulph Junuh von Bagger Vance herausgefordert, mit den beiden mächtigen Golfspielern Walter Hagen und Bobby Jones in den Wettkampf zu gehen, während die Bevölkerung von Savannah all ihre Hoffnungen auf ihren Lokalmatador Rannulph Junuh setzt. In der Bhagavad Gita fordert Bhagavan den jungen Krieger Arjuna heraus, für sein Volk zwischen zwei Heeren in die große Schlacht zu ziehen.
In einer Schlüsselszene des Films fordert Bagger Vance Junuh vor einem Abschlag auf, das Feld zu erkennen. Das bezieht sich auf den 13. Gesang der Bhagavad Gita, wo Krishna zu Arjuna von dem Feld und dem Kenner des Feldes spricht: Der irdische Leib und die gesamte Natur werden von Krishna als das Feld bezeichnet. Der Feldkenner ist der Geist, der diesen Leib beseelt. Das Feld verändert sich zu jeder Zeit und nur durch Gleichmut gegen Äußeres und vollkommene Hingebung an ihn kann das anfanglose, höchste Brahman erreicht werden.
Die Geschichte wird in einer Rückblende von Hardy Greaves erzählt, der Rannulph Junuh und Bagger Vance während des gesamten Turniers begleitete. Der Film beginnt und endet in der Gegenwart, wo der alte Hardy von Jack Lemmon gespielt wird, der in diesem Film seinen letzten Auftritt hatte, bevor er 2001 verstarb. Sein Name taucht jedoch weder im Vor- noch im Abspann auf. Allerdings sieht man am Schluss den nicht gealterten Bagger Vance dem alten Hardy zuwinken. Hier lässt der Film offen, ob Hardy ihm folgt und somit gestorben ist.

### Unterschiede zur Buchvorlage
Die Handlung des Films weist etliche Unterschiede zum zugrundeliegenden Roman von Steven Pressfield auf. Die auffälligsten sind:
- Im Film begegnen sich Junuh und Vance zum ersten Mal unmittelbar vor dem Turnier, während Vance im Roman Junuh schon seit langer Zeit begleitet.
- Im Buch dauert das Turnier einen Tag lang, vom Vormittag bis in die Nacht. In der Verfilmung erstreckt es sich über zwei Tage, mit einer Pause dazwischen.
- Adele Invergordon hat in der Vorlage eine wesentlich kleinere Rolle, sie ist dort nur Besitzerin des Golfplatzes und nicht auch, wie in der Filmversion, Geliebte von Junuh.
- Die Anspielungen auf die Bhagavad-Gita und hinduistische Spiritualität, inklusive etlicher ausführlicher Visionen, die ein zentrales Element der Handlung des Buches ausmachen, fehlen in der Verfilmung zu großen Teilen.

## Kritiken
- „‚Die Legende von Bagger Vance‘ erzählt eine unterhaltsame und recht nette Story. Besonders viel Tiefgang bietet der Film zwar nicht (…), aber dennoch ist er schön anzusehen und keineswegs als Zeitverschwendung einzustufen. Es geht eben um die Lebensgeschichte eines einfachen Menschen, und da der Film auch schauspielerisch und optisch ansprechend ist, kann man ihn nur als gelungen bezeichnen, wenn er auch nicht jedermanns Fall sein dürfte.“ (zelluloid.de)
- „Trotz [Matt Damons] Einsatzes, Redfords deutlichem Willen zur Perfektion und wunderschönen Aufnahmen von Kamera-Magier Michael Ballhaus plätschert die Geschichte nur langsam und spannungsarm dahin. Ein Lichtblick ist Will Smith, der als mystischer Caddy Bagger Vance Junuh hilft, den richtigen Schwung wieder zu finden.“ (CINEMA)
- „Trotz der perfekten Inszenierung, den hervorragenden Ausstattungsleistungen und einer nahezu fehlerlos erzählten Geschichte von zeitloser Natur ist ‚Die Legende von Bagger Vance‘ am Ende aber doch nur ein ‚So what‘-Movie, wenn auch ein wirklich guter.“ (filmszene.de)
- Rotten Tomatoes wertete 130 Kritiken aus und kam auf 43 % positive.[2]
- Filmkritiker Roger Ebert gab dem Film 3½ von vier Sternen.[3]
- Das Time nannte den Film einen der peinlichsten der letzten Jahre. Vor allem wurde die Figur des Bagger Vance als Beispiel eines Magical Negro kritisiert.[4]

## Auszeichnungen
- Golden Satellite Award (2001): Nominierungen für Best Cinematography (Michael Ballhaus) und Best Original Score (Rachel Portman)
- Image Awards (2001): Nominiert für Outstanding Actor in a Motion Picture (Will Smith)
- Academy of Science Fiction, Fantasy & Horror Films, USA 2001: Nominierung für Will Smith als bester Nebendarsteller
- Blockbuster Entertainment Award Nominierung für Charlize Theron
- Blockbuster Entertainment Award Nominierung für Will Smith
- Golden Trailer Awards 2001: Beste Romanze (Nominierung)
- Hollywood Makeup Artist and Hair Stylist Guild Awards 2001: Nominiert für das beste Makeup - Feature
- Phoenix Film Critics Society Awards 2001 Beste Musik (Rachel Portman)
- Shanghai International Film Festival 2001: beste Kamera: Michael Ballhaus
- World Soundtrack Awards 2001: Nominierung Beste Musik (Rachel Portman)
- Young Artist Awards 2001 Nominierung bester junger Nebendarsteller: J. Michael Moncrief
- Die Deutsche Film- und Medienbewertung FBW in Wiesbaden verlieh dem Film das Prädikat besonders wertvoll.